# Итапе
Итапе (порт. Itapé)  —  муниципалитет в Бразилии, входит в штат Баия. Составная часть мезорегиона Юг штата Баия. Входит в экономико-статистический микрорегион Ильеус-Итабуна. Население составляет 13 906 человек на 2006 год. Занимает площадь 443,270 км². Плотность населения — 31,4 чел./км².

## История
Город основан 28 декабря 196] года.

## Статистика
- Валовой внутренний продукт на 2003 год составляет 30 394 967,00 реалов (данные: Бразильский институт географии и статистики).
- Валовой внутренний продукт на душу населения на 2003 год составляет 2134,03 реалов (данные: Бразильский институт географии и статистики).
- Индекс развития человеческого потенциала на 2000 год составляет 0,653 (данные: Программа развития ООН).